# Страхування транспортних засобів
Страхування транспортних засобів (також автострахування) — вид страхування для легкових автомобілів, вантажівок та інших транспортних засобів, що повинен захистити майнові інтереси автовласника, пов'язані з витратами на відновлення транспортного засобу після аварії, руйнування чи купівлю нового авто після викрадення.
Використовується здебільшого для захисту від втрат, понесених у результаті дорожньо-транспортних пригод та від відповідальності, яка може настати в результаті таких пригод.

## Види страхування автомобіля
Розрізняють такі види страхування автомобіля:
- Страхування автомобіля від викрадення та збитків (КАСКО);
- Добровільне страхування цивільної відповідальності;
- Обов'язкове страхування цивільної відповідальності;
- Страхування від механічних та електричних дій, які несуть збитки для автовласника;
- Страхування водіїв та пасажирів від нещасного випадку;
- Страхування відповідальності тих, що виїжджають за кордон (Зелена картка);

### Страхування КАСКО
Такий вид страхування забезпечує захист автомобіля від ризиків викрадення або у випадку нанесення шкоди автомобілю в результаті ДТП з вини водія, третіх осіб або внаслідок стихійних лих.
У страхові ризики, як правило, включаються: ДТП, викрадення, пошкодження третіми особами, пожежа, вибух, стихійні лиха (удар блискавки, шторм, ураган, злива, град, землетрус, селі, завали, зсуви, паводки, напад тварин, падіння на автомобіль дерев або каміння і т.ін.)
Страхування КАСКО може бути повним і частковим. В другому випадку викрадення автотранспортного засобу не вважається страховим випадком.

### Страхування цивільної відповідальності
Об'єктами страхування є майнові інтереси. Страхувальники, пов'язані з ризиками виникнення зобов'язань відшкодувати збитки іншим особам, і витрати, пов'язані з необхідністю розслідування обставин страхового випадку, захисту інтересів застрахованого в органах державної влади.

### Страхування від наслідків механічних та електричних дій
Такими наслідками може бути: падіння дерев та каміння або інших твердих предметів на автомобіль, виліт гравію з-під коліс авто, пожежа, займання автівки.

### Страховий сертифікат Зелена Картка
Зелена Карта — це обов'язкове страхування цивільної відповідальності власників транспортних засобів на території країн-учасниць міжнародної системи «Зелена карта», згідно з яким страхова компанія буде відшкодовувати витрати пов'язані з нанесенням шкоди транспортному засобу, іншого майна, життю та здоров'ю третіх осіб внаслідок ДТП.
При виїзді транспортного засобу на територію країн, які є членами системи «Зелена карта» (на сьогодні 47 європейських країн), його власник зобов'язаний придбати сертифікат єдиної форми (поліс).
Страхові суми (ліміти відповідальності) за договором страхування «Зелена карта» встановлюються відповідно до законодавства країни, у якій вчинено ДТП.